# Протрактор
Протра́ктор (от лат. pro — перед и traho — тяну, веду) — судовой навигационный прибор, предназначенный для графического нанесения на карту местоположения судна определённого по двум горизонтальным углам, замеренным между тремя береговыми ориентирами. Протрактор представляет собой сложный транспортир, через 0° которого проходит центральная жёстко зафиксированная линейка, от которой можно в обе стороны отложить углы от 0° до 180°.

## Устройство
Протрактор состоит из:
- кругового лимба 1, размеченного от 0° до 180° (в обе стороны);
- трёх линеек, одна 2 из которых (средняя) жестко закреплена к лимбу в 0°, а две другие 3 можно отклонять на угол от 0° до 180°;
- двух отсчётных барабанов 4, позволяющих добиться высокой точности выставления углов;
- иглы 5, находящейся в центре лимба, закол которой и указывает местоположение судна[1].

## История
Есть мнение, что первый расширенный транспортир был изобретен в 1801 году капитаном Джозефом Хаддартом из ВМС Соединенных Штатов. Он имел три рычага транспортира и был использован для навигации и определения местоположения судна.